# Music (ATSUSHIのアルバム)
『Music』（ミュージック）は、EXILE ATSUSHIの通算2枚目のオリジナル・アルバムである。

## 解説
前作『Solo』より約2年3か月ぶりのオリジナル・アルバム。前作はEXILEのアルバムとセットでのリリースだったが、本作は単独でのリリースとなっている。本作発売にあたっては、2013年8月下旬頃にはオフィシャルサイトなどでリリース告知がなされ、同時期から一部番組内にてCMもO.Aされるなど、CD発売前より大々的なプロモーションが行われていた。なお、当初は2014年3月5日発売予定であったが、諸般の事情により変更された。
「初回生産限定豪華盤」2形態（2CD+2Blu-ray、2CD+2DVD）と「CDのみ」の3形態でのリリース。CDには3rdシングル「MELROSE 〜愛さない約束〜」から5thシングル「青い龍」までのシングル収録曲やEXILE名義でリリースしたソロ曲、新曲4曲（新バージョン含む）など全15曲を収録。
初回生産限定豪華盤付属の『BONUS DISC』には、EXILE第一章の頃に発表した楽曲をリアレンジし新たにレコーディングしなおしたセルフカバー楽曲と、元EXILEのヴォーカリスト・SHUNこと清木場俊介とのコラボ楽曲「fallin'」「The Impossible is Real 〜My Lucky Star〜」の全5曲を収録。
Blu-rayおよびDVDにはシングル曲のMusic Videoに加え、「MAKE A MIRACLE」「Real Valentine」「愛燦燦」「我願意」の4曲を初収録。「MAKE A MIRACLE」のMusic Videoではソロ作品としては初めてダンスを披露しており、このダンスの振り付けは三代目 J Soul Brothers from EXILE TRIBEのELLYが担当し、バックダンサーとしてELLYの実弟であるLIKIYAが出演している。エンドロールでは、「LA LA 〜孤独な夜に〜」のリップシーンがワンコーラスだけ流れる。「LIFE -Album Document-」には、Music Videoのメイキングや今作制作までの2年間を追ったドキュメンタリー映像を収録。
初回生産限定豪華盤付属のBlu-rayおよびDVDには、EXILEのオフィシャルファンクラブ「EX FAMILY」会員限定でハワイ・ホノルルにて2013年11月に行われた一夜限りのソロライブ「EXILE ATSUSHI SPECIAL SOLO LIVE in HAWAII」のライブ映像を完全収録。
本作発売の翌月12日より、自身2度目のソロ全国ツアー「EXILE ATSUSHI LIVE TOUR 2014 "Music"」が11都市23公演で開催された。
2017年6月28日に本作のアナログ盤が、Charとのコラボ・カバー作品「人間の証明のテーマ」と同時発売された。

## チャート成績
集計初日である2014年3月11日付のオリコンデイリーアルバムランキングで1位を記録した。

## 収録曲

### CD
1. MAKE A MIRACLE [4:18]
作詞：SAKURA、作曲：Magnus Funemyr, Kanata Okajima
日本テレビ系『スッキリ!!』2014年3月度エンディングテーマ
2. Colorful Love [3:31]
作詞：ATSUSHI、作曲：Arno Lucas・Matthew Pittman、編曲：POCHI
EXILEの43rdシングルのカップリング曲。
「L'EST ROSE」CMソング
3. MELROSE 〜愛さない約束〜 [4:51]
作詞：ATSUSHI、作曲：MATS LIE SKARE, ON SMASH!
3rdシングル表題曲。
ジャパンゲートウェイ「レヴール モイスト&グロス」CMソング
日本テレビ系『スッキリ!!』2012年11月度エンディングテーマ
4. Real Valentine [5:08]
作詞：Fang Wenshan、日本語詞：ATSUSHI、作曲：Jay Chou、編曲：Yuichi Hayashida
1stアルバム『Solo』中華圏限定特典CD収録曲およびEXILEの42ndシングルのカップリング曲。
5. 道しるべ [3:42]
作詞・作曲：ATSUSHI、編曲：NOBU-K
4thシングル表題曲。
フジテレビ系『LIFE IS BEAUTIFUL 3 〜小さないのちの詩〜』主題歌
日本テレビ系『スッキリ!!』2013年7月度エンディングテーマ
6. それでも、生きてゆく / EXILE ATSUSHI & 辻井伸行 [3:35]
作詞：ATSUSHI、作曲：辻井伸行
シングル「それでも、生きてゆく」表題曲
辻井伸行との共演作品。
7. 懺悔 / EXILE ATSUSHI & 久石譲 [5:18]
作詞：ATSUSHI、作曲・編曲：久石譲
シングル「懺悔」表題曲。
久石譲との共演作品。
日本テレビ開局60年「特別展 京都」テーマソング
8. LA LA 〜孤独な夜に〜 [4:11]
作詞：ATSUSHI, SAKURA、作曲：SUI, SIRIUS, BIG-F
9. 青い龍 [5:12]
作詞：ATSUSHI、作曲：MATS LIE SKARE, ON SMASH!
5thシングル表題曲。
フジテレビ系『医龍4〜Team Medical Dragon〜』主題歌
10. Interlude [0:30]
作曲：Takashi Kokubo
11. ふるさと [3:10]
作詞：高野辰之、作曲：岡野貞一、編曲：POCHI
シングル「それでも、生きてゆく」のカップリング曲。
12. 煌きの歌 [4:30]
作詞：ATSUSHI、作曲：ATSUSHI・Yoshimasa“JERRY”Hirota
  - 4thシングルのカップリング曲。
13. 赤とんぼ [2:41]
作詞：三木露風、作曲：山田耕筰
シングル「懺悔」カップリング曲。
14. 愛燦燦 [5:13]
作詞・作曲：小椋佳、編曲：武部聡志
5thシングルのカップリング曲。美空ひばりのカバー曲。
15. ALIVE feat. m-flo [4:05]
作詞・作曲：m-flo, Minami（CREAM）、編曲：POCHI
m-floのアルバム『SQUARE ONE』に収録されている「ALIVE」の新バージョン。

### BONUS DISC（初回生産限定豪華盤のみ）
1. Choo Choo TRAIN [4:33]
作詞：Arisu Sato、作曲：Keizo Nakanishi、編曲：Yuta Nakano
原曲はZOOの4thシングルおよびEXILEの10thシングル。
2. Eternal... [6:00]
作詞：ATSUSHI、作曲：Hiroo Yamaguchi、編曲：Tsuyoshi Kon
原曲はEXILEの11thシングル。
3. 砂時計 [4:54]
作詞：maR、作曲：MONK、編曲：POCHI
原曲はEXILEの8thシングル「Breezin' 〜Together〜」収録曲。
4. fallin' / EXILE ATSUSHI & 清木場俊介 [5:39]
作詞：Kenn Kato、作曲：Kazuhiro Hara、編曲：Yuta Nakano
原曲はEXILEの1stアルバム『our style』収録曲。
5. The Impossible is Real ～My Lucky Star～ / EXILE ATSUSHI & 清木場俊介 [3:53]
作詞：Kana Muramatsu、作曲：Coach, Mimmi Waermo, Andreas Carlsson、編曲：Coach
SHUNがEXILEを脱退する前にレコーディングしていたがお蔵入りになっていた未発表曲で、今回新たにレコーディングし直し初収録に至った[9]。

### Blu-ray/DVD - DISC1（初回生産限定豪華盤のみ）
1. MAKE A MIRACLE (Music Video)
2. MELROSE 〜愛さない約束〜 (Music Video)
3. Real Valentine (Music Video)
4. それでも、生きてゆく / EXILE ATSUSHI & 辻井伸行 (Music Video)
5. 道しるべ (Music Video)
6. 懺悔 / EXILE ATSUSHI & 久石譲 (Music Video)
7. ふるさと (Music Video)
8. 煌きの歌 (Music Video)
9. 愛燦燦 (Music Video)
10. 青い龍 (Music Video)
11. 我願意 (Music Video)
12. LIFE -Album Document-

### Blu-ray/DVD - DISC2（初回生産限定豪華盤のみ）
- EXILE ATSUSHI PREMIUM SOLO LIVE in HAWAII

1. What's going on
2. Choo Choo TRAIN
3. Hawaiian Paradise
4. Meka Mahalo
5. Night Bird
6. Amanogawa
7. 酒と泪と男と女
8. 君を忘れない
9. 慕情
10. EXILE ATSUSHI SOLOメドレー
（Change My Mind / Another World / Ooo Baby / いつかきっと… / 道しるべ / 願い / MELROSE 〜愛さない約束〜 / You're my "HERO"）
11. 涙の数だけ
12. Georgia on my mind (ENDORE)
13. 見上げてごらん夜の星を (ENCORE)
14. 上を向いて歩こう(ENCORE)
15. September (ENCORE)

## 演奏
- 竹上良成：Sax, Brass Arrangement (#1)
- 鈴木正則：Trumpet (#1)
- 中川英二郎：Trombone (#1)
- Magnus Funemyr：Backing Vocal, Track Produce (#1)
- POCHI
  - Sound Produce (#2.11)
  - Piano, Programming (#11)
- 石成正人：Guitar (#2)
- Olivia Burrel：Chorus (#2)
- MATS LIE SKARE：Track Produce (#3.9)
- 林田裕一：Strings Arrangement (#4)
- 村田泰子ストリングス：Strings (#4)
- 村田泰子：Strings (#11)
- FUYU：Drums (#4.5.12)
- 今剛：Guitar (#5.12)
- 小倉泰治：Piano (#5.12.13)
- 佐野健二：Bass (#5.12)
- 中野雄太：Strings Arrangement (#5)
- 梶谷裕子ストリングス：Strings (#5)
- 辻井伸行：Piano (#6)
- 久石譲：Piano, Conductor (#7)
- 真部裕、徳永友美：1st Violin (#7)
- 藤堂昌彦、漆原直美：2nd Violin (#7)
- 渡部安見子、Kim Hyojin：Viola (#7)
- 遠藤益民、多井智紀：Cello (#7)
- 齋藤順：Contrabass (#7)
- 朝川朋之：Harp (#7)
- SUI, SIRIUS：Track Produce (#8)
- NOBU-K：Organ (#12)
- 武部聡志：Piano (#14)
- 河村“カースケ”智康：Drums (#14)
- 美久月千晴：Bass (#14)
- 遠山哲朗：Guitar (#14)
- 山中雅文：Synthesizer Operation (#14)
- 今野均ストリングス：Strings (#14)